# Ephesus (Géorgie)
Ephesus est une ville américaine située dans le comté de Heard, en Géorgie. Selon le recensement de 2020, sa population est de 471 habitants.